# Martin de l'Ascension Aguirre
Pour les articles homonymes, voir Aguirre.
Martín de la Ascensión Aguirre, né à Ibarrangelu, Guipúzcoa dans l'actuel Pays basque espagnol en 1566 ou 1567 et mort à Nagasaki (Japon) le 5 février 1597, est un religieux franciscain et missionnaire catholique espagnol du XVIe siècle mort martyr au Japon. 

## Sa vie
Martín de la Ascensión n'était pas son vrai nom, mais son nom en religion lorsqu'il prit l'habit franciscain le 17 mai 1586. Son vrai nom serait Martin Loinaz. Peu d'informations néanmoins existent sur sa vie passée, si ce n'est donc qu'il était d'origine basque. D'après les sources Martín de la Ascensión fut étudiant en théologie et philosophie de l'Université d'Alcalá. C'est au cours de ses études qu'il découvre sa vocation franciscaine et demande à entrer dans cet ordre en 1585. Il fait son noviciat à Guadalajara. 
En 1590, il est ordonné prêtre et nommé professeur de philosophie. Peu de temps après il se porte volontaire pour la mission aux Philippines. Après un premier départ avorté il finit par prendre la mer en janvier 1593 depuis Cadix à destination du Mexique. Avec lui embarquent une cinquantaine de missionnaires. Arrivé en Nouvelle-Espagne il patiente un an avant de pouvoir se rendre à Manille. A Manille il rejoint l'équipe de formateurs en charge de former les futurs prêtres de sa congrégation. Alors qu'il est toujours aux Philippines, on fait savoir que l'on recherche des volontaires cette fois-ci pour le Japon.

## Voyage vers le Japon et martyre
Au départ réticent son provincial finit par céder aux désirs de Martín de la Ascensión de se rendre lui aussi au Japon. Il embarque en 1596 avec le père François Blanco (qui comme lui subira le martyre) sur un navire portugais à destination de l'Empire du Soleil levant. Arrivé à Nagasaki, il est envoyé à Miyako (Kyoto). À Miyako, il apprend la langue japonaise et commence son travail d'évangélisation, en particulier auprès des malades. De Kyoto, il est envoyé ensuite à Osaka où il devient le gardien du couvent franciscain local. C'est à cette époque que commencent les persécutions à l'égard des missionnaires et des convertis. Les missionnaires sont alors soupçonnés de préparer le terrain à une future invasion militaire européenne. 
Le 5 février 1597, avec vingt-cinq autres chrétiens (principalement des jésuites et des franciscains), il est arrêté et condamné à mort. Il est emmené sur la colline de Nishizaka, près de Nagasaki, attaché à une croix et percé de deux lances.

## Vénération
Martín de la Ascensión Aguirre est béatifié le 14 septembre 1627 par le pape Urbain VIII et canonisé par le pape Pie IX le 8 juin 1862. Avec Paul Miki et Pierre Baptiste Blásquez il est considéré comme une des principales figures des vingt-six martyrs du Japon. Il est fêté le 6 février.